# Бретон, Луи

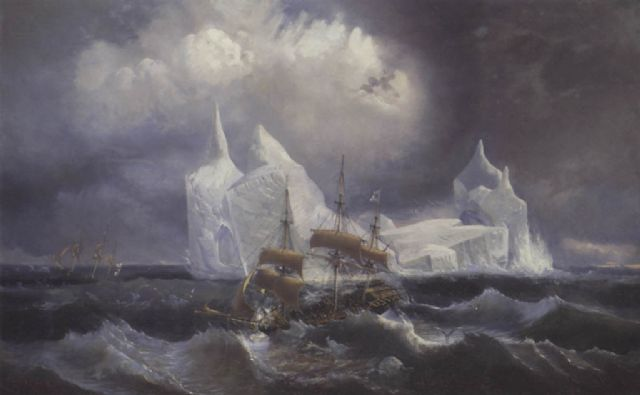
Французские корабли Astrolabe и Zélée

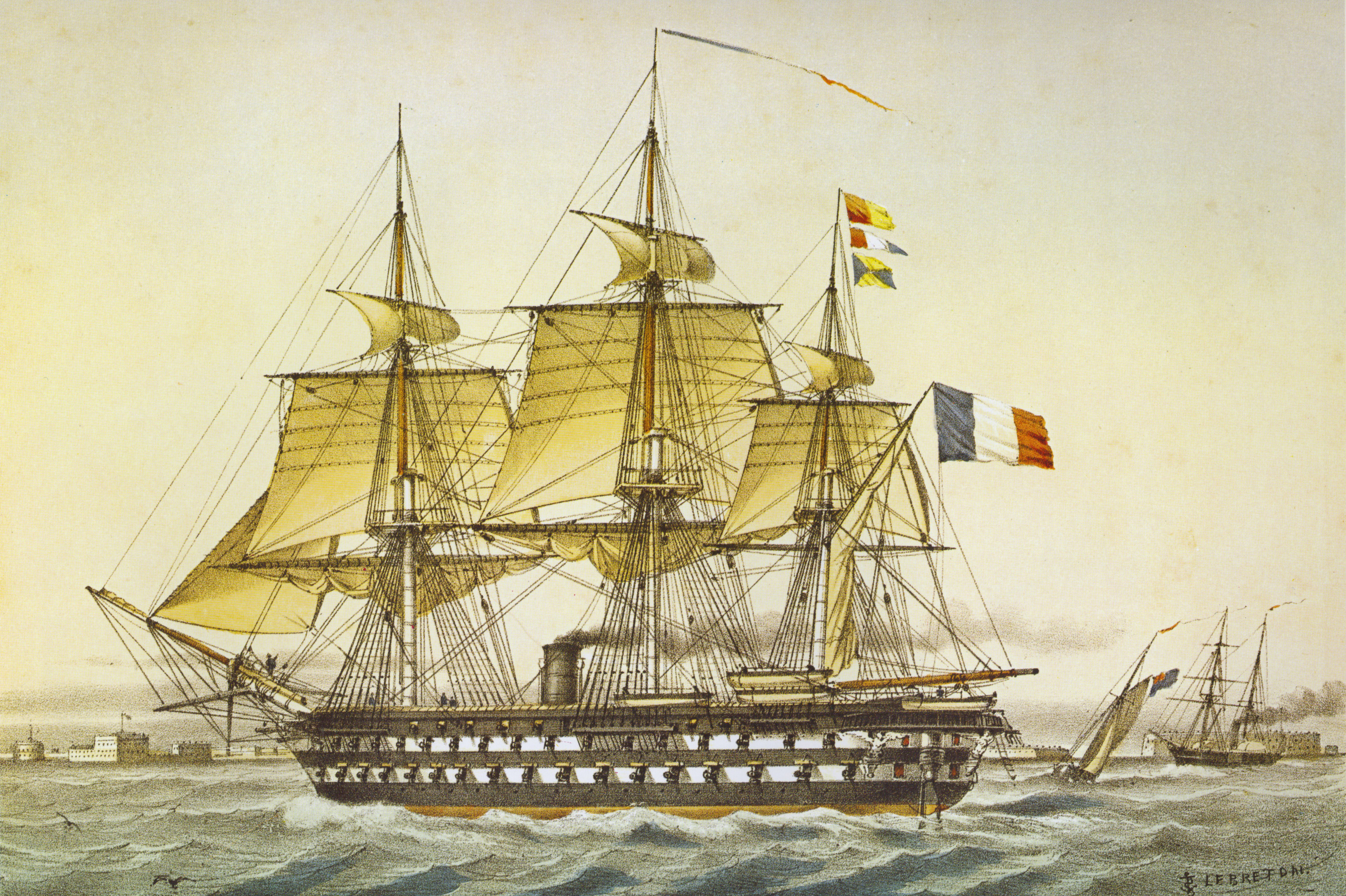
Французский корабль «Аустерлиц»

Луи Ле Бретон (англ. Louis Le Breton; 1818, Дуарнене, Франция — 1866) — французский художник, специализировавшийся на морской тематике.
Луи Бретон изучал медицину и принял участие во второй экспедиции Дюмон-Дюрвиля на борту корабля «Astrolabe». После, того как официальный иллюстратор экспедиции умер, Луи Бретон занял его место.
С 1847 года Бретон посвятил себя произведениям морской тематики для французского флота.

## Оккультизм
Вдохновившись гравюрами М. Жерроля (М. Jarrault), Бретон создал 69 иллюстраций демонов для книги «Инфернальный словарь» Коллена де Планси, опубликованных в её 6-м издании 1863 года.